# Pietro II di Courtenay
Pietro II di Courtenay (in francese: Pierre de Courtenay; 1155 – 1219) è stato signore di Courtenay dal 1183 al 1217, Conte consorte di Nevers d'Auxerre e di Tonnerre dal 1185 al 1193, Conte reggente di Nevers d'Auxerre e di Tonnerre dal 1193 al 1199, poi Marchese consorte di Namur, dal 1212 al 1217 ed infine imperatore latino di Costantinopoli dal 1217 al 1219.

## Origine
Pietro, secondo la Chronica Albrici Monachi Trium Fontium a monacho novi monasterii hoiensis interpolata era figlio di Pietro e della moglie Elisabetta di Courtenay , che secondo la Historia Regum Francorum era figlia del signore di Courtenay, Rinaldo e della prima moglie Helvise di Donjon.
Pietro I di Courtenay, ancora secondo la Historia Regum Francorum era  figlio del re di Francia, Luigi VI e di Adelaide di Savoia, che, secondo lo storico Samuel Guichenon, nel suo Histoire généalogique de la royale maison de Savoie, era la figlia femmina primogenita del sesto Conte di Savoia e Conte d'Aosta e Moriana e marchese d'Italia, Umberto II, detto il Rinforzato e di Gisella o Giselda di Borgogna e, sia secondo la HISTORIA RERUM IN PARTIBUS TRANSMARINIS GESTARUM, LIBER VIGESIMUS PRIMUS che secondo il Cartulaire général de l'Yonne era fratello del re di Francia, Luigi VI,.

## Biografia
Il matrimonio di suo padre, Pietro I aveva consentito la sopravvivenza di un ramo dei Courtenay destinato ad estinguersi e che invece in tal modo si trasformava nel cosiddetto ramo capetingio dei Courtenay.
Pietro viene citato per la prima volta, nel 1170, in un documento delle Preuves de l'Histoire généalogique de la Maison royale de Courtenay, inerente ad una donazione fatta dal padre, Pietro I.
Suo padre, Pietro I, morì all'incirca nel 1183, secondo gli Obituaires de Sens Tome III, Abbaye de la Cour-Dieu, morì (Petrus de Curtiniaco) prima del 1184 (ante 1184), il 10 marzo (VI Id Mar); Pietro gli succedette nella signoria di Courtenay, come Pietro II.
In un documento  delle Preuves de l'Histoire généalogique de la Maison royale de Courtenay, datato 1183, Pietro I viene citato come defunto.
Pietro sposò nel 1184 Agnese di Nevers, contessa di Nevers, d'Auxerre e di Tonnerre, divenendo conte consorte.
L'anno seguente, nel documento n° 4297 del Recueil des chartes de l'abbaye de Cluny. Tome 5, Pietro si cita come conte di Nevers (Petrus comes Nivernensis et Agnes comitissa uxor eiusdem comitis et filia Guidonis comitis).
Nel 1190, Pietro e Agnese (Petrus comes Nivernensis et Agnes comitissa uxor eius) rinunciano ad alcuni benefici in favore della chiesa di Saint-Cyr.
Prese parte alla terza crociata al fianco dei re Filippo Augusto, suo cugino, e Riccardo Cuor di Leone, come ci conferma la HISTORIA RERUM IN PARTIBUS TRANSMARINIS GESTARUM, LIBER VIGESIMUS PRIMUS.
Quando fece ritorno in Francia, nel 1193, sua moglie era morta e Pietro, divenne reggente delle contee per conto della figlia, Matilda.
Secondo il Ex Historia Episcoporum Autissiodorensium LVIII, Pietro, appena rimasto vedovo si sposò, in seconde nozze, con la sorella dell'Imperatore Latino di Costantinopoli, Iolanda di Fiandra.
Un suo vassallo, Erveo IV di Donzy, gli si ribellò per la proprietà del castello di Gien, Pietro, nel 1199,  fu sconfitto e catturato dall'avversario; per la sua liberazione fu costretto a concedere in sposa ad Hervé la propria figlia, Matilde, che divenne contessa effettiva.
Nel 1212, dopo la morte di suo cognato, Filippo, Marchese di Namur, sua moglie, Iolanda gli succedette come marchesa di Namur, come ci viene confermato sia dalla Historia Walciodorensis Monasterii Continuata, quando ricorda la morte del marchese Filippo, che dalla Chronica Albrici Monachi Trium Fontium a monacho novi monasterii hoiensis interpolata quando afferma che Pietro II di Courtenay, divenne marchese di Namur, per diritto matrimoniale.
Ancora al fianco del cugino Filippo Augusto, Pietro partecipò alla battaglia di Bouvines nel 1214.
Dopo la morte, nel 1216, dell'altro fratello di Iolanda, il cognato Enrico di Fiandra, Imperatore Latino di Costantinopoli, i baroni avevano scelto come successore Andrea II d'Ungheria, che però rifiutò; il trono dell'Impero latino di Costantinopoli rimase vacante sino a che Pietro fu eletto imperatore, come ci conferma la Ex Historia Episcoporum Autissiodorensium, che ci conferma anche che Pietro e la moglie Iolanda furono incoronati a Roma da Papa Onorio III, il 9 aprile 1217.
Secondo il Recueil des historiens des croisades. Historiens occidentaux. Tome second Pietro inviò in sua vece, via mare, Iolanda, che era incinta, a Costantinopoli, passando dal principato di Acaia, dove fu ben accolta da Goffredo I di Villehardouin e si accordarono per il matrimonio della figlia di Pietro e Iolanda, Agnese, col figlio di Goffrdo I, Goffredo II di Villehardouin; quindi proseguì per Costantinopoli, dove poco dopo il suo arrivo, partorì l'ultimogenito, Baldovino.
Invece Pietro si incamminò da Durazzo, per incontrare il Despota d'Epiro, Teodoro Angelo Comneno Ducas, che era in guerra con l'Impero latino di Costantinopoli; durante l'incontro, durante un banchetto, Pietro ed i suoi accompagnatori furono circondati, fatti prigionieri e incarcerati nel Despotato d'Epiro.
Siccome non si conobbe mai il suo destino dopo la cattura, si pensa che Pietro sia morto l'anno seguente.
Sua moglie, Iolanda, dovette regnare come reggente. La nuova imperatrice si alleò con i bulgari per combattere contro i vari stati bizantini e siglò la pace con Teodoro I Lascaris dell'Impero di Nicea, che sposò sua figlia Maria. Poco dopo (1219), però, Iolanda morì. Le succedette il suo secondo figlio Roberto di Courtenay, dopo il rifiuto del trono opposto dal primogenito Filippo.

## Matrimoni e discendenza

Lo stemma dei Courtenay adottato da Pietro I dopo il suo matrimonio con Elisabetta di Courtenay

In prime nozze, secondo la Chronologia Roberti Altissiodorensis, Pietro aveva sposato Agnese di Nevers, da tre anni Contessa di Nevers, d'Auxerre e di Tonnerre, figlia di Guido di Nevers († 1176), conte d'Auxerre, Tonnerre e Nevers e di Matilde di Borgogna
Da Agnese di Nevers Pietro ebbe due figlie:
- figlia di cui non si conosce il nome, che viene citata nel documento n° 4297, datato 1185, del Recueil des chartes de l'abbaye de Cluny. Tome 5 (filiam nostram)[10];
- Matilde (1188 - 1257), che sposò nel 1199 Erveo IV di Donzy, poi nel 1226 Guigues IV di Forez[18].

Pietro, dopo essere rimasto vedovo, nel 1193, si risposò con Iolanda di Fiandra, che, secondo la Chronica Albrici Monachi Trium Fontium, era la figlia femmina secondogenita del Conte di Hainaut, Marchese di Namur e Conte di Fiandra, Baldovino V di Hainaut e della Contessa di Fiandra, Margherita d'Alsazia.
Baldovino V di Hainaut, secondo il Gisleberti Chronicon Hanoniense, era il figlio del Conte di Hainaut, Baldovino IV e della moglie, Alice di Namur. Margherita d'Alsazia, secondo la Flandria Generosa (Continuatio Claromariscensis) era la figlia femmina secondogenita del conte delle Fiandre, Teodorico di Alsazia (1099 circa – 4 gennaio 1168) e di Sibilla d'Angiò (1112 circa – 1165).
Iolanda di Fiandra e Pietro ebbero tredici figli:
- Filippo[18] (1194 ca. - † 1226), Marchese di Namur, che declinò l'offerta del trono dell'Impero Latino.
- Margherita (1196 - 1258), Marchesa di Namur[29].
- Elisabetta (1199 - 1269), che sposò Walter conte di Bar e poi Eudes sire di Montagu[18].
- Iolanda (1200 - 1233), che sposò Andrea II d'Ungheria[18].
- Roberto di Courtenay (1201 - † 1228), Imperatore Latino[18]
- Pietro († dopo il 1210), che secondo la Histoire généalogique de la Maison royale de Courtenay, fu chierico e morì giovane[30].
- Agnese (1202 - 1247), che sposò Goffredo II di Villehardouin, principe di Acaia[18]
- Costanza († dopo il 1210), che secondo la Histoire généalogique de la Maison royale de Courtenay, fu citata in un documento assieme al padre, Pietro II[31]
- Maria (1204 - 1228), che sposò Teodoro I Lascaris, imperatore di Nicea[18]
- Eleonora (1208 - 1230), che, secondo la Histoire généalogique de la Maison royale de Courtenay,  sposò Filippo di Montfort, futuro signore di Tiro[32]
- Sibilla († dopo il 1223), che, secondo la Histoire généalogique de la Maison royale de Courtenay, fu suora a Fontevraud-l'Abbaye e morì giovane[31].
- Enrico (1212 ca. - † 1229), Marchese di Namur[18].
- Baldovino (1217 - 1273), Imperatore Latino[18].

## Ascendenza
|                         |                    |                      | Genitori                |  |  | Nonni |  |  | Bisnonni             |  |  | Trisnonni           |  |
|                         |                    |                      |                         |  |  |       |  |  | Filippo I di Francia |  |  | Enrico I di Francia |  |
|                         |                    |                      |                         |  |  |       |  |  | Filippo I di Francia |  |  | Enrico I di Francia |  |
|                         |                    | Anna di Kiev         |                         |  |  |       |  |  | Filippo I di Francia |  |  |                     |  |
| Luigi VI di Francia     |                    |                      |                         |  |  |       |  |  | Filippo I di Francia |  |  |                     |  |
|                         |                    | Berta d'Olanda       | Fiorenzo I d'Olanda     |  |  |       |  |  |                      |  |  |                     |  |
|                         |                    | Berta d'Olanda       | Fiorenzo I d'Olanda     |  |  |       |  |  |                      |  |  |                     |  |
|                         |                    | Berta d'Olanda       | Gertrude Billung        |  |  |       |  |  |                      |  |  |                     |  |
| Pietro I di Courtenay   |                    | Berta d'Olanda       |                         |  |  |       |  |  |                      |  |  |                     |  |
|                         |                    | Umberto II di Savoia | Amedeo II di Savoia     |  |  |       |  |  |                      |  |  |                     |  |
|                         |                    | Umberto II di Savoia | Amedeo II di Savoia     |  |  |       |  |  |                      |  |  |                     |  |
|                         |                    | Umberto II di Savoia | Giovanna di Ginevra     |  |  |       |  |  |                      |  |  |                     |  |
| Adelaide di Savoia      |                    | Umberto II di Savoia |                         |  |  |       |  |  |                      |  |  |                     |  |
|                         |                    | Giselda di Borgogna  | Guglielmo I di Borgogna |  |  |       |  |  |                      |  |  |                     |  |
|                         |                    | Giselda di Borgogna  | Guglielmo I di Borgogna |  |  |       |  |  |                      |  |  |                     |  |
|                         |                    | Giselda di Borgogna  | Stefania di Borgogna    |  |  |       |  |  |                      |  |  |                     |  |
| Pietro II di Courtenay  |                    | Giselda di Borgogna  |                         |  |  |       |  |  |                      |  |  |                     |  |
|                         | Miles di Courtenay | …                    |                         |  |  |       |  |  |                      |  |  |                     |  |
|                         | Miles di Courtenay | …                    |                         |  |  |       |  |  |                      |  |  |                     |  |
|                         | Miles di Courtenay | …                    |                         |  |  |       |  |  |                      |  |  |                     |  |
| Rinaldo di Courtenay    | Miles di Courtenay |                      |                         |  |  |       |  |  |                      |  |  |                     |  |
|                         |                    | Ermengarda di Nevers | …                       |  |  |       |  |  |                      |  |  |                     |  |
|                         |                    | Ermengarda di Nevers | …                       |  |  |       |  |  |                      |  |  |                     |  |
|                         |                    | Ermengarda di Nevers | …                       |  |  |       |  |  |                      |  |  |                     |  |
| Elisabetta di Courtenay |                    | Ermengarda di Nevers |                         |  |  |       |  |  |                      |  |  |                     |  |
|                         |                    | Ferry di Donjon      | …                       |  |  |       |  |  |                      |  |  |                     |  |
|                         |                    | Ferry di Donjon      | …                       |  |  |       |  |  |                      |  |  |                     |  |
|                         |                    | Ferry di Donjon      | …                       |  |  |       |  |  |                      |  |  |                     |  |
| Helvise di Donjon       |                    | Ferry di Donjon      |                         |  |  |       |  |  |                      |  |  |                     |  |
|                         |                    | …                    | …                       |  |  |       |  |  |                      |  |  |                     |  |
|                         |                    | …                    | …                       |  |  |       |  |  |                      |  |  |                     |  |
|                         |                    | …                    | …                       |  |  |       |  |  |                      |  |  |                     |  |
|                         |                    | …                    |                         |  |  |       |  |  |                      |  |  |                     |  |

### Fonti primarie
- (LA)  Monumenta Germaniae Historica, Scriptores, tomus IX.
- (LA)  Monumenta Germaniae Historica, Scriptores, tomus XIV.
- (LA)  Monumenta Germaniae Historica, Scriptores, tomus XXI.
- (LA)  Monumenta Germaniae Historica, Scriptores, tomus XXIII.
- (LA)  Monumenta Germaniae Historica, Scriptores, tomus XXVI.
- (LA)  Orderici Vitalis, Historia Ecclesiastica, tomus unicus.
- (LA)  Recueil des historiens des Gaules et de la France, tomus XII.
- (LA)  Recueil des historiens des Gaules et de la France, tomus XVIII.
- (LA)  Historia Rerum in partibus transmarinis gestarum.
- (LA)  Cartulaire général de l'Yonne.
- (LA)  Recueil des chartes de l'abbaye de Cluny. Tome 5.
- (LA)  Cartulaire de Saint-Cyr de Nevers.
- (FR)  Recueil des historiens des croisades. Historiens occidentaux. Tome second.

### Letteratura storiografica
- D.M. Nicol, "La quarta crociata e gli imperi greco e latino, 1204 - 1261", cap. XIV, vol. III (L'impero bizantino) della Storia del mondo medievale, 1999, pp. 503–558
- Frederick Maurice Powicke, "I regni di Filippo Augusto e Luigi VIII di Francia", cap. XIX, vol. V (Il trionfo del papato e lo sviluppo comunale) della Storia del mondo medievale, 1999, pp. 776–828
- (FR)  (LA)  Histoire généalogique de la Maison royale de Courtenay
- (FR)  Histoire généalogique de la royale maison de Savoie, justifiée par titres, ..par Guichenon, Samuel